# Nova vas pri Lescah
Nova vas pri Lescah je naselje v Občini Radovljica.